# ميريام ديفينسور سانتياغو
ميريام ديفينسور سانتياغو (بالإنجليزية: Miriam Defensor Santiago)‏ (و. 1945 – م - 29 سبتمبر 2016) هي قاضية، وصحفية، ومحامية من الفلبين ولدت في إلويلو.
تولت منصب قضاة المحكمة الجنائية الدولية .

## التعليم
تعلمت في جامعة ميشيغان.